# Block linker Kräfte
Der Block Linker Kräfte ist ein 2009 gegründetes Parteienbündnis in der Ukraine. Beteiligt am Bündnis sind vier sozialdemokratische bis kommunistische Parteien, die zur Präsidentenwahl 2009 erstmals einen gemeinsamen Kandidaten aufstellten, den Vorsitzenden der Kommunistischen Partei Petro Symonenko. Das aktuelle Wählerpotential des Bündnisses wird auf etwa 4 % geschätzt.
Zwei der Parteien (KPU, VSDPU) waren ehemals Mitglieder im ukrainischen Parlament, die VSDPU ist 2006 aufgrund des Scheiterns an der Sperrklausel aus diesem ausgeschieden, obwohl sie in den 1990er Jahren eine große Fraktion stellte. Auch die KPU hat seit den späten 1990er Jahren 4/5 ihrer Sitze im Parlament eingebüßt. Die beiden Parteien hoffen aufgrund der Bildung eines Blocks – ähnlich zu denen der größeren Verbände wie dem Block Julia Timoschenko – auf einen vereinten und verstärkten Wiedereinzug ins landesweite Parlament gemeinsam mit ihren beiden Partnern. Problematisch dabei ist, dass auch in zweien der anderen Blocks sozialdemokratische Parteien mitwirken und die Zusammenarbeit mit den eher orthodoxen Kommunisten unter den sozialdemokratischen Beteiligten nicht unumstritten ist.

## Mitgliedsparteien
- Kommunistische Partei der Ukraine
- Union Linker Kräfte
- Vereinte Sozialdemokratische Partei der Ukraine
- Partei „Gerechtigkeit“

## Politiker
Wichtigste Vertreter:
- Petro Symonenko, KPdU, Parteivorsitzender, Präsidentschaftskandidat
- Wiktor Medwedtschuk, langjähriger Vorsitzender der VSDPU, auch Vorsitzender des Ukrainischen Anwaltsverbands
- Leonid Krawtschuk, VSDPU, früherer Ukrainischer Präsident, ausgetreten 2009 aus Protest gegen die Blockbildung mit den Kommunisten[2]
- Jewhen Martschuk, VSDPU, früherer Premierminister und Verteidigungsminister der Ukraine